# Myographion

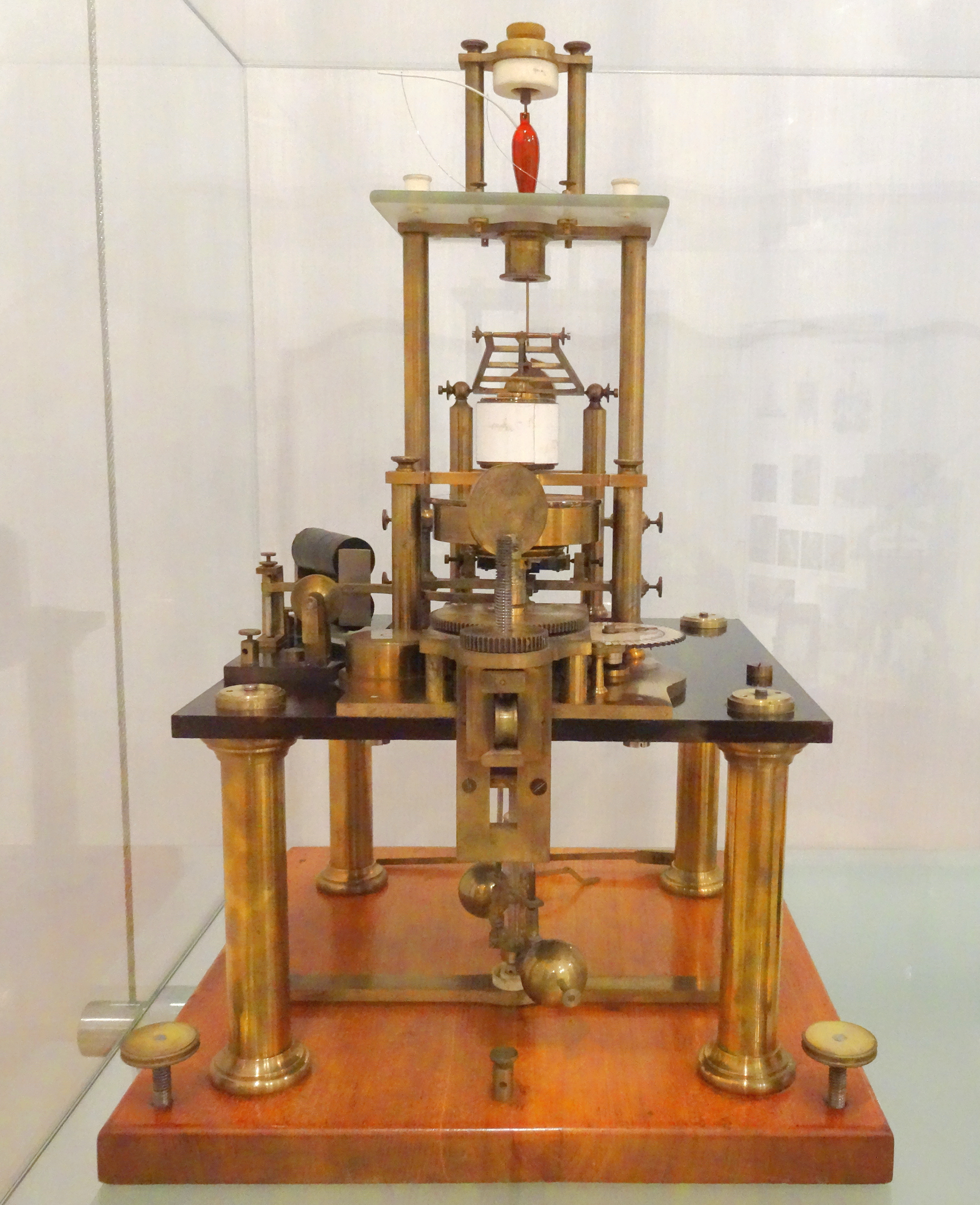
Der Myographion-Apparat von Hermann von Helmholtz

Myographion (von griechisch μυς mus, deutsch ‚Muskel‘ und griechisch γραφή graphḗ, deutsch ‚Schrift‘) ist die Bezeichnung für einen Apparat, mit dem sich die Nervenleitgeschwindigkeit messen lässt. Zudem kann man damit Zeitabläufe bei der Muskelkontraktion bestimmen. Das Myographion wurde von Hermann von Helmholtz im Jahre 1848 entwickelt. Die Entwicklung fußte auf Apparaten, mit denen man in der ersten Hälfte des 19. Jahrhunderts den  Verlauf mechanischer oder akustischer Vorgänge über die Zeit als grafische Kurve aufzeichnen wollte. Einer davon war beispielsweise der Kymograph. Bei Anwendung des Myographions wirkt ein Muskel auf einen Hebel, dessen Spitze den Mantel eines mit Ruß geschwärzten, in schnelle Umdrehung versetzten Zylinders berührt. Durch Fortbewegung der Spitze auf dem Zylinder lässt sich so die Muskeltätigkeit in der Zeit aufzeichnen. 1862 erfand Adolf Fick das Pendelmyographion. Es war einfacher aufgebaut als das Myographion von Helmholtz und sollte damals nur ein Sechstel des Preises gekostet haben. Ein Myographion hat Ähnlichkeit mit einem Grammophon. Letzteres zeichnet jedoch Schallwellen auf, um sie als Schall wiederzugeben.